# Litharca
Litharca is een monotypisch geslacht van tweekleppigen uit de  familie van de Arcidae (arkschelpen).

## Soort
- Litharca lithodomus (G. B. Sowerby I, 1833)